# Борки-Вельке (Опольское воеводство)

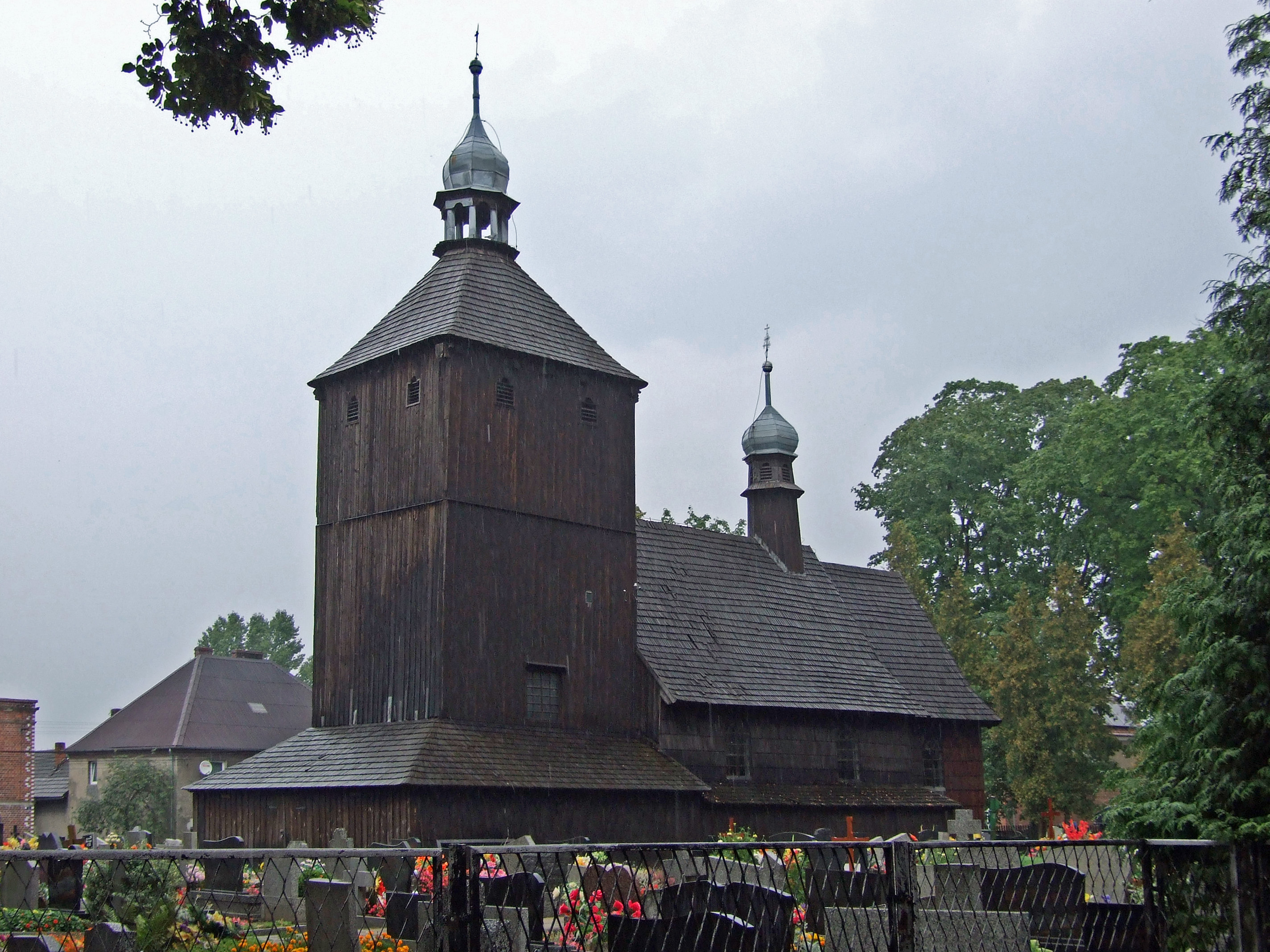
Церковь святых Мартина и Варфоломея, Борки-Вельке

Бо́рки-Ве́льке (пол. Borki Wielkie, нем. Gross Borek) — село в Польше в гмине Олесно Олесненского повета Опольского воеводства.

## История
С 1936 по 1945 год село носило немецкое название Брюкенор (Brückenor).
С 1973 по 1976 год село было административным центром гмины Борки-Вельке.
В 1975—1998 годах село входило в Ченстоховское воеводство.

## Достопримечательности
- Деревянная церковь святых Мартина и Варфоломея, датируемая 1697 годом — памятник культуры Опольского воеводства[2];.
- Церковь святого Франциска Ассизского;
- Францисканский монастырь.